# Melhores do Ano de 2000
Melhores do Ano de 2000

31 de dezembro de 2000
Melhores do Ano 

← 1999 ·  2001 →
O Melhores do Ano de 2000 foi a 5ª edição dos Melhores do Ano, prêmio entregue pela emissora de televisão brasileira TV Globo aos melhores artistas e produções da emissora.
Nessa edição, assim como nas anteriores, os vencedores eram escolhidos pelos funcionários da TV Globo. A partir da 7ª edição, em 2002, os funcionários da Globo escolhem os 3 finalistas e o público, através da internet ou do telefone, escolhe os vencedores.

## Premiados
Os vencedores estão em negrito.
| Melhor Ator                                 | Melhor Atriz                                            |
| ------------------------------------------- | ------------------------------------------------------- |
| - Tony Ramos - (Laços de Família)           | - Vera Fischer - (Laços de Família)                     |
| Melhor Ator Coadjuvante                     | Melhor Atriz Coadjuvante                                |
| - Alexandre Borges - (Laços de Família)     | - Giovanna Antonelli - (Laços de Família)               |
| Melhor Ator Revelação                       | Melhor Atriz Revelação                                  |
| - Reynaldo Gianecchini - (Laços de Família) | - Mariana Ximenes - (Uga Uga)                           |
| Melhor Humorista – Masculino                | Melhor Humorista – Feminino                             |
| - Tom Cavalcante - (Zorra Total)            | - Cláudia Rodrigues - (Escolinha do Professor Raimundo) |
| Melhor Cantor                               | Melhor Cantora                                          |
| - Daniel                                    | - Ivete Sangalo                                         |
| Revelação Musical                           | Música do Ano                                           |
| - KLB                                       | - "Como Vai Você", Daniela Mercury                      |
| Melhor Grupo Musical                        | Disco do Ano                                            |
| - Raimundos                                 | - Jorge Aragão                                          |

## Novelas mais premiadas
| Emissora         | Número de prêmios |
| ---------------- | ----------------- |
| Laços de Família | 5                 |
| Uga Uga          | 1                 |